# Listă de localități din cantonul Zürich
Cantonul Zürich, a luat naștere în anul 1934, el cuprinde 171 comune.

## A
| Stema                   | Numele comunei     | Locuitori 31 decembrie 2008 | Suprafața in km² | Locuitori/ km² | District    |
| ----------------------- | ------------------ | --------------------------- | ---------------- | -------------- | ----------- |
| Adlikon bei Andelfingen | Adlikon            | 569                         | 6.71             | 85             | Andelfingen |
| Adliswil                | Adliswil           | 16'052                      | 7.79             | 2061           | Horgen      |
| Aesch                   | Aesch (ZH)         | 987                         | 5.24             | 188            | Dietikon    |
| Aeugst am Albis         | Aeugst am Albis    | 1700                        | 7.87             | 216            | Affoltern   |
| Affoltern am Albis      | Affoltern am Albis | 10'630                      | 10.56            | 1007           | Affoltern   |
| Altikon                 | Altikon            | 615                         | 7.68             | 80             | Winterthur  |
| Andelfingen ZH          | Andelfingen        | 1770                        | 6.65             | 266            | Andelfingen |

## B
| Stema                   | Numele comunei   | Nr. Locuitori 31 decembrie 2008 | Suprafața in km² | Nr. Locuitori/ km² | District    |
| ----------------------- | ---------------- | ------------------------------- | ---------------- | ------------------ | ----------- |
| Bachenbülach            | Bachenbülach     | 3796                            | 4.25             | 893                | Bülach      |
| Bachs                   | Bachs            | 566                             | 9.12             | 62                 | Dielsdorf   |
| Bäretswil               | Bäretswil        | 4471                            | 22.23            | 201                | Hinwil      |
| Bassersdorf             | Bassersdorf      | 10'755                          | 9.02             | 1192               | Bülach      |
| Bauma                   | Bauma            | 4167                            | 20.76            | 201                | Pfäffikon   |
| Benken                  | Benken (ZH)      | 752                             | 5.67             | 133                | Andelfingen |
| Berg am Irchel          | Berg am Irchel   | 582                             | 7.06             | 82                 | Andelfingen |
| Bertschikon bei Attikon | Bertschikon      | 1045                            | 9.64             | 108                | Winterthur  |
| Birmensdorf ZH          | Birmensdorf (ZH) | 5810                            | 11.38            | 511                | Dietikon    |
| Bonstetten              | Bonstetten       | 4990                            | 7.42             | 673                | Affoltern   |
| Boppelsen               | Boppelsen        | 1282                            | 3.94             | 325                | Dielsdorf   |
| Brütten                 | Brütten          | 1893                            | 6.67             | 284                | Winterthur  |
| Bubikon                 | Bubikon          | 6299                            | 11.58            | 544                | Hinwil      |
| Buch am Irchel          | Buch am Irchel   | 843                             | 10.26            | 82                 | Andelfingen |
| Buchs ZH                | Buchs (ZH)       | 5243                            | 5.87             | 893                | Dielsdorf   |
| Bülach                  | Bülach           | 16'774                          | 16.09            | 1043               | Bülach      |

## D
| Stema     | Numele comunei | Nr. Locuitori 31 decembrie 2008 | Suprafața in km² | Nr. Locuitori/ km² | District    |
| --------- | -------------- | ------------------------------- | ---------------- | ------------------ | ----------- |
| Dachsen   | Dachsen        | 1893                            | 2.69             | 704                | Andelfingen |
| Dägerlen  | Dägerlen       | 972                             | 7.90             | 123                | Winterthur  |
| Dällikon  | Dällikon       | 3596                            | 4.50             | 799                | Dielsdorf   |
| Dänikon   | Dänikon        | 1841                            | 2.80             | 658                | Dielsdorf   |
| Dättlikon | Dättlikon      | 649                             | 2.87             | 226                | Winterthur  |
| Dielsdorf | Dielsdorf      | 5409                            | 5.86             | 923                | Dielsdorf   |
| Dietikon  | Dietikon       | 22'954                          | 9.33             | 2460               | Dietikon    |
| Dietlikon | Dietlikon      | 7030                            | 4.26             | 1650               | Bülach      |
| Dinhard   | Dinhard        | 1396                            | 7.15             | 195                | Winterthur  |
| Dorf ZH   | Dorf           | 628                             | 5.55             | 113                | Andelfingen |
| Dübendorf | Dübendorf      | 23'852                          | 13.61            | 1753               | Uster       |
| Dürnten   | Dürnten        | 6421                            | 10.19            | 630                | Hinwil      |

## E
| Stema               | Numele comunei      | Nr. Locuitori 31 decembrie 2008 | Suprafața in km² | Nr. Locuitori/ km² | District   |
| ------------------- | ------------------- | ------------------------------- | ---------------- | ------------------ | ---------- |
| Egg ZH              | Egg                 | 7975                            | 14.48            | 551                | Uster      |
| Eglisau             | Eglisau             | 3684                            | 9.07             | 406                | Bülach     |
| Elgg                | Elgg                | 3787                            | 15.53            | 244                | Winterthur |
| Ellikon an der Thur | Ellikon an der Thur | 837                             | 4.92             | 170                | Winterthur |
| Elsau               | Elsau               | 3267                            | 8.06             | 405                | Winterthur |
| Embrach             | Embrach             | 8686                            | 12.72            | 683                | Bülach     |
| Erlenbach ZH        | Erlenbach (ZH)      | 5179                            | 2.97             | 1744               | Meilen     |

## F
| Stema              | Numele comunei     | Nr. Locuitori 31 decembrie 2008 | Suprafața in km² | Nr. Locuitori/ km² | District    |
| ------------------ | ------------------ | ------------------------------- | ---------------- | ------------------ | ----------- |
| Faellanden         | Fällanden          | 7774                            | 6.41             | 1213               | Uster       |
| Fehraltorf         | Fehraltorf         | 5208                            | 9.54             | 546                | Pfäffikon   |
| Feuerthalen        | Feuerthalen        | 3389                            | 2.49             | 1361               | Andelfingen |
| Fischenthal        | Fischenthal        | 2222                            | 30.25            | 73                 | Hinwil      |
| Flaach             | Flaach             | 1237                            | 10.16            | 122                | Andelfingen |
| Flurlingen         | Flurlingen         | 1356                            | 2.40             | 565                | Andelfingen |
| Freienstein-Teufen | Freienstein-Teufen | 2249                            | 8.32             | 270                | Bülach      |

## G
| Stema        | Numele comunei | Nr. Locuitori 31 decembrie 2008 | Suprafața in km² | Nr. Locuitori/ km² | District |
| ------------ | -------------- | ------------------------------- | ---------------- | ------------------ | -------- |
| Geroldswil   | Geroldswil     | 4518                            | 1.91             | 2365               | Dietikon |
| Glattfelden  | Glattfelden    | 4122                            | 12.35            | 334                | Bülach   |
| Gossau ZH    | Gossau (ZH)    | 9397                            | 18.28            | 514                | Hinwil   |
| Greifensee   | Greifensee     | 4964                            | 2.30             | 2158               | Uster    |
| Grüningen ZH | Grüningen      | 2883                            | 8.77             | 329                | Hinwil   |

## H
| Stema               | Numele comunei  | Nr. Locuitori 31 decembrie 2008 | Suprafața in km² | Nr. Locuitori/ km² | District    |
| ------------------- | --------------- | ------------------------------- | ---------------- | ------------------ | ----------- |
| Hagenbuch ZH        | Hagenbuch       | 1107                            | 8.17             | 135                | Winterthur  |
| Hausen am Albis     | Hausen am Albis | 3253                            | 13.64            | 238                | Affoltern   |
| Hedingen            | Hedingen        | 3403                            | 6.59             | 516                | Affoltern   |
| Henggart            | Henggart        | 2068                            | 3.01             | 687                | Andelfingen |
| Herrliberg          | Herrliberg      | 5815                            | 8.97             | 648                | Meilen      |
| Hettlingen ZH       | Hettlingen      | 2943                            | 5.87             | 501                | Winterthur  |
| Hinwil              | Hinwil          | 9873                            | 22.31            | 443                | Hinwil      |
| Hirzel              | Hirzel          | 2036                            | 9.68             | 210                | Horgen      |
| Hittnau             | Hittnau         | 3374                            | 12.92            | 261                | Pfäffikon   |
| Hochfelden          | Hochfelden      | 1876                            | 6.16             | 305                | Bülach      |
| Hofstetten bei Elgg | Hofstetten (ZH) | 434                             | 8.85             | 49                 | Winterthur  |
| Hombrechtikon       | Hombrechtikon   | 7822                            | 12.19            | 642                | Meilen      |
| Horgen              | Horgen          | 18'431                          | 21.07            | 875                | Horgen      |
| Höri                | Höri            | 2460                            | 4.85             | 507                | Bülach      |
| Humlikon            | Humlikon        | 436                             | 3.70             | 118                | Andelfingen |
| Hüntwangen          | Hüntwangen      | 971                             | 4.97             | 195                | Bülach      |
| Hütten ZH           | Hütten          | 904                             | 7.24             | 125                | Horgen      |
| Hüttikon            | Hüttikon        | 675                             | 1.60             | 422                | Dielsdorf   |

## I
| Stema             | Numele comunei    | Nr. Locuitori 31 decembrie 2008 | Suprafața in km² | Nr. Locuitori/ km² | District  |
| ----------------- | ----------------- | ------------------------------- | ---------------- | ------------------ | --------- |
| Illnau-Effretikon | Illnau-Effretikon | 15'338                          | 25.28            | 607                | Pfäffikon |

## K
| Stema            | Numele comunei   | Nr. Locuitori 31 decembrie 2008 | Suprafața in km² | Nr. Locuitori/ km² | District    |
| ---------------- | ---------------- | ------------------------------- | ---------------- | ------------------ | ----------- |
| Kappel am Albis  | Kappel am Albis  | 865                             | 7.87             | 110                | Affoltern   |
| Kilchberg ZH     | Kilchberg (ZH)   | 7427                            | 2.58             | 2879               | Horgen      |
| Kleinandelfingen | Kleinandelfingen | 2032                            | 10.36            | 196                | Andelfingen |
| Kloten           | Kloten           | 17'504                          | 19.28            | 908                | Bülach      |
| Knonau           | Knonau           | 1733                            | 6.48             | 267                | Affoltern   |
| Küsnacht ZH      | Küsnacht (ZH)    | 13'283                          | 12.35            | 1076               | Meilen      |
| Kyburg           | Kyburg           | 402                             | 7.58             | 53                 | Pfäffikon   |

## L
| Stema            | Numele comunei   | Nr. Locuitori 31 decembrie 2008 | Suprafața in km² | Nr. Locuitori/ km² | District    |
| ---------------- | ---------------- | ------------------------------- | ---------------- | ------------------ | ----------- |
| Langnau am Albis | Langnau am Albis | 7148                            | 8.66             | 825                | Horgen      |
| Laufen-Uhwiesen  | Laufen-Uhwiesen  | 1512                            | 6.27             | 241                | Andelfingen |
| Lindau           | Lindau           | 4913                            | 11.96            | 411                | Pfäffikon   |
| Lufingen         | Lufingen         | 1610                            | 5.22             | 308                | Bülach      |

## M
| Stema          | Numele comunei | Nr. Locuitori 31 decembrie 2008 | Suprafața in km² | Nr. Locuitori/ km² | District    |
| -------------- | -------------- | ------------------------------- | ---------------- | ------------------ | ----------- |
| Männedorf      | Männedorf      | 10'015                          | 4.78             | 2095               | Meilen      |
| Marthalen      | Marthalen      | 1883                            | 14.11            | 133                | Andelfingen |
| Maschwanden    | Maschwanden    | 568                             | 4.67             | 122                | Affoltern   |
| Maur           | Maur           | 9275                            | 14.83            | 625                | Uster       |
| Meilen         | Meilen         | 12'194                          | 11.93            | 1022               | Meilen      |
| Mettmenstetten | Mettmenstetten | 4109                            | 13.11            | 313                | Affoltern   |
| Mönchaltorf    | Mönchaltorf    | 3375                            | 7.62             | 443                | Uster       |

## N
| Stema          | Numele comunei | Nr. Locuitori 31 decembrie 2008 | Suprafața in km² | Nr. Locuitori/ km² | District   |
| -------------- | -------------- | ------------------------------- | ---------------- | ------------------ | ---------- |
| Neerach        | Neerach        | 2908                            | 6.01             | 484                | Dielsdorf  |
| Neftenbach     | Neftenbach     | 4882                            | 14.95            | 327                | Winterthur |
| Niederglatt    | Niederglatt    | 4467                            | 3.62             | 1234               | Dielsdorf  |
| Niederhasli    | Niederhasli    | 8294                            | 11.24            | 738                | Dielsdorf  |
| Niederweningen | Niederweningen | 2652                            | 6.88             | 385                | Dielsdorf  |
| Nürensdorf     | Nürensdorf     | 4953                            | 10.09            | 491                | Bülach     |

## O
| Stema                | Numele comunei       | Nr. Locuitori 31 decembrie 2008 | Suprafața in km² | Nr. Locuitori/ km² | District    |
| -------------------- | -------------------- | ------------------------------- | ---------------- | ------------------ | ----------- |
| Oberembrach          | Oberembrach          | 987                             | 10.20            | 97                 | Bülach      |
| Oberengstringen      | Oberengstringen      | 6198                            | 2.13             | 2910               | Dietikon    |
| Oberglatt            | Oberglatt            | 5518                            | 8.29             | 666                | Dielsdorf   |
| Oberrieden ZH        | Oberrieden           | 4932                            | 2.76             | 1787               | Horgen      |
| Oberstammheim        | Oberstammheim        | 1077                            | 9.36             | 115                | Andelfingen |
| Oberweningen         | Oberweningen         | 1611                            | 4.86             | 331                | Dielsdorf   |
| Obfelden             | Obfelden             | 4520                            | 7.54             | 599                | Affoltern   |
| Oetwil am See        | Oetwil am See        | 4381                            | 6.09             | 719                | Meilen      |
| Oetwil an der Limmat | Oetwil an der Limmat | 2247                            | 2.76             | 814                | Dietikon    |
| Opfikon              | Opfikon              | 14'675                          | 5.61             | 2616               | Bülach      |
| Ossingen             | Ossingen             | 1364                            | 13.07            | 104                | Andelfingen |
| Otelfingen           | Otelfingen           | 2278                            | 7.23             | 315                | Dielsdorf   |
| Ottenbach            | Ottenbach            | 2311                            | 4.98             | 464                | Affoltern   |

## P
| Stema        | Numele comunei | Nr. Locuitori 31 decembrie 2008 | Suprafața in km² | Nr. Locuitori/ km² | District   |
| ------------ | -------------- | ------------------------------- | ---------------- | ------------------ | ---------- |
| Pfäffikon ZH | Pfäffikon      | 10'291                          | 19.54            | 527                | Pfäffikon  |
| Pfungen      | Pfungen        | 2660                            | 4.99             | 533                | Winterthur |

## R
| Stema         | Numele comunei  | Nr. Locuitori 31 decembrie 2008 | Suprafața in km² | Nr. Locuitori/ km² | District    |
| ------------- | --------------- | ------------------------------- | ---------------- | ------------------ | ----------- |
| Rafz          | Rafz            | 3961                            | 10.74            | 369                | Bülach      |
| Regensberg    | Regensberg      | 458                             | 2.39             | 192                | Dielsdorf   |
| Regensdorf    | Regensdorf      | 16'040                          | 14.62            | 1097               | Dielsdorf   |
| Rheinau ZH    | Rheinau         | 1320                            | 8.96             | 147                | Andelfingen |
| Richterswil   | Richterswil     | 11'920                          | 7.54             | 1581               | Horgen      |
| Rickenbach ZH | Rickenbach (ZH) | 2464                            | 6.03             | 409                | Winterthur  |
| Rifferswil    | Rifferswil      | 843                             | 6.50             | 130                | Affoltern   |
| Rorbas        | Rorbas          | 2249                            | 4.44             | 507                | Bülach      |
| Rümlang       | Rümlang         | 6333                            | 12.39            | 511                | Dielsdorf   |
| Rüschlikon    | Rüschlikon      | 5109                            | 2.94             | 1738               | Horgen      |
| Russikon      | Russikon        | 3963                            | 14.37            | 276                | Pfäffikon   |
| Rüti ZH       | Rüti (ZH)       | 11'678                          | 10.19            | 1146               | Hinwil      |

## S
| Stema          | Numele comunei   | Nr. Locuitori 31 decembrie 2008 | Suprafața in km² | Nr. Locuitori/ km² | District   |
| -------------- | ---------------- | ------------------------------- | ---------------- | ------------------ | ---------- |
| Schlatt ZH     | Schlatt (ZH)     | 718                             | 9.03             | 80                 | Winterthur |
| Schleinikon    | Schleinikon      | 701                             | 5.65             | 124                | Dielsdorf  |
| Schlieren      | Schlieren        | 14'234                          | 6.58             | 2163               | Dietikon   |
| Schöfflisdorf  | Schöfflisdorf    | 1259                            | 4.05             | 311                | Dielsdorf  |
| Schönenberg ZH | Schönenberg (ZH) | 1937                            | 11.00            | 176                | Horgen     |
| Schwerzenbach  | Schwerzenbach    | 4414                            | 2.64             | 1672               | Uster      |
| Seegräben      | Seegräben        | 1269                            | 3.75             | 338                | Hinwil     |
| Seuzach        | Seuzach          | 6790                            | 7.56             | 898                | Winterthur |
| Stadel         | Stadel           | 1922                            | 12.85            | 150                | Dielsdorf  |
| Stäfa          | Stäfa            | 13'616                          | 8.59             | 1585               | Meilen     |
| Stallikon      | Stallikon        | 2869                            | 12.01            | 239                | Affoltern  |
| Steinmaur      | Steinmaur        | 3151                            | 9.39             | 336                | Dielsdorf  |
| Sternenberg    | Sternenberg      | 350                             | 8.75             | 40                 | Pfäffikon  |

## T
| Stema                | Numele comunei       | Nr. Locuitori 31 decembrie 2008 | Suprafața in km² | Nr. Locuitori/ km² | District    |
| -------------------- | -------------------- | ------------------------------- | ---------------- | ------------------ | ----------- |
| Thalheim an der Thur | Thalheim an der Thur | 799                             | 6.44             | 124                | Andelfingen |
| Thalwil              | Thalwil              | 16'631                          | 5.53             | 3007               | Horgen      |
| Trüllikon            | Trüllikon            | 1007                            | 9.52             | 106                | Andelfingen |
| Truttikon            | Truttikon            | 460                             | 4.42             | 104                | Andelfingen |
| Turbenthal           | Turbenthal           | 4116                            | 25.07            | 164                | Winterthur  |

## U
| Stema            | Numele comunei   | Nr. Locuitori 31 decembrie 2008 | Suprafața in km² | Nr. Locuitori/ km² | District    |
| ---------------- | ---------------- | ------------------------------- | ---------------- | ------------------ | ----------- |
| Uetikon am See   | Uetikon am See   | 5654                            | 3.49             | 1620               | Meilen      |
| Uitikon          | Uitikon          | 3837                            | 4.38             | 876                | Dietikon    |
| Unterengstringen | Unterengstringen | 3070                            | 3.32             | 925                | Dietikon    |
| Unterstammheim   | Unterstammheim   | 893                             | 7.32             | 122                | Andelfingen |
| Urdorf           | Urdorf           | 9215                            | 7.62             | 1209               | Dietikon    |
| Uster            | Uster            | 31'406                          | 28.56            | 1100               | Uster       |

## V
| Stema      | Numele comunei | Nr. Locuitori 31 decembrie 2008 | Suprafața in km² | Nr. Locuitori/ km² | District    |
| ---------- | -------------- | ------------------------------- | ---------------- | ------------------ | ----------- |
| Volken     | Volken         | 296                             | 3.21             | 92                 | Andelfingen |
| Volketswil | Volketswil     | 16'348                          | 14.00            | 1168               | Uster       |

## W
| Stema               | Numele comunei      | Nr. Locuitori 31 decembrie 2008 | Suprafața in km² | Nr. Locuitori/ km² | District    |
| ------------------- | ------------------- | ------------------------------- | ---------------- | ------------------ | ----------- |
| Wädenswil           | Wädenswil           | 19'913                          | 17.37            | 1146               | Horgen      |
| Wald ZH             | Wald (ZH)           | 8956                            | 25.25            | 355                | Hinwil      |
| Wallisellen         | Wallisellen         | 12'817                          | 6.50             | 1972               | Bülach      |
| Waltalingen         | Waltalingen         | 666                             | 7.25             | 92                 | Andelfingen |
| Wangen-Brüttisellen | Wangen-Brüttisellen | 7259                            | 7.90             | 919                | Uster       |
| Wasterkingen        | Wasterkingen        | 557                             | 3.95             | 141                | Bülach      |
| Weiach              | Weiach              | 982                             | 9.57             | 103                | Dielsdorf   |
| Weiningen ZH        | Weiningen (ZH)      | 4153                            | 5.41             | 768                | Dietikon    |
| Weisslingen         | Weisslingen         | 3117                            | 12.81            | 243                | Pfäffikon   |
| Wettswil am Albis   | Wettswil am Albis   | 4323                            | 3.77             | 1147               | Affoltern   |
| Wetzikon            | Wetzikon            | 21'276                          | 16.73            | 1272               | Hinwil      |
| Wiesendangen        | Wiesendangen        | 4495                            | 9.68             | 464                | Winterthur  |
| Wil ZH              | Wil (ZH)            | 1275                            | 8.94             | 143                | Bülach      |
| Wila                | Wila                | 1899                            | 9.21             | 206                | Pfäffikon   |
| Wildberg            | Wildberg            | 939                             | 10.83            | 87                 | Pfäffikon   |
| Winkel              | Winkel              | 3880                            | 8.16             | 475                | Bülach      |
| Winterthur          | Winterthur          | 98'238                          | 67.93            | 1446               | Winterthur  |

## Z
| Stema    | Numele comunei | Nr. Locuitori 31 decembrie 2008 | Suprafața in km² | Nr. Locuitori/ km² | District   |
| -------- | -------------- | ------------------------------- | ---------------- | ------------------ | ---------- |
| Zell ZH  | Zell (ZH)      | 5167                            | 12.70            | 407                | Winterthur |
| Zollikon | Zollikon       | 12'154                          | 7.84             | 1550               | Meilen     |
| Zumikon  | Zumikon        | 4990                            | 5.44             | 917                | Meilen     |
| Zürich   | Zürich         | 365'132                         | 91.88            | 3974               | Zürich     |